# Muscat Club
Mascat Club je ománský fotbalový klub hrající nejvyšší ománskou ligu. Sídlí v hlavním městě Maskat. Klub byl založen 15. února 2003 spojením klubů al-Bustan a Ruwi. Předsedou klubu je Šejk Chalid bin Sa’ed Salem Al-Wehabi. Vedle fotbalu provozuje klub jak další sporty jako je házená a hokej, tak kulturní aktivity a šachy.